# Château de Burnand
Pour les articles homonymes, voir Burnand (homonymie).
Le château de Burnand est situé sur la commune de Burnand en Saône-et-Loire, à flanc de pente.

## Description

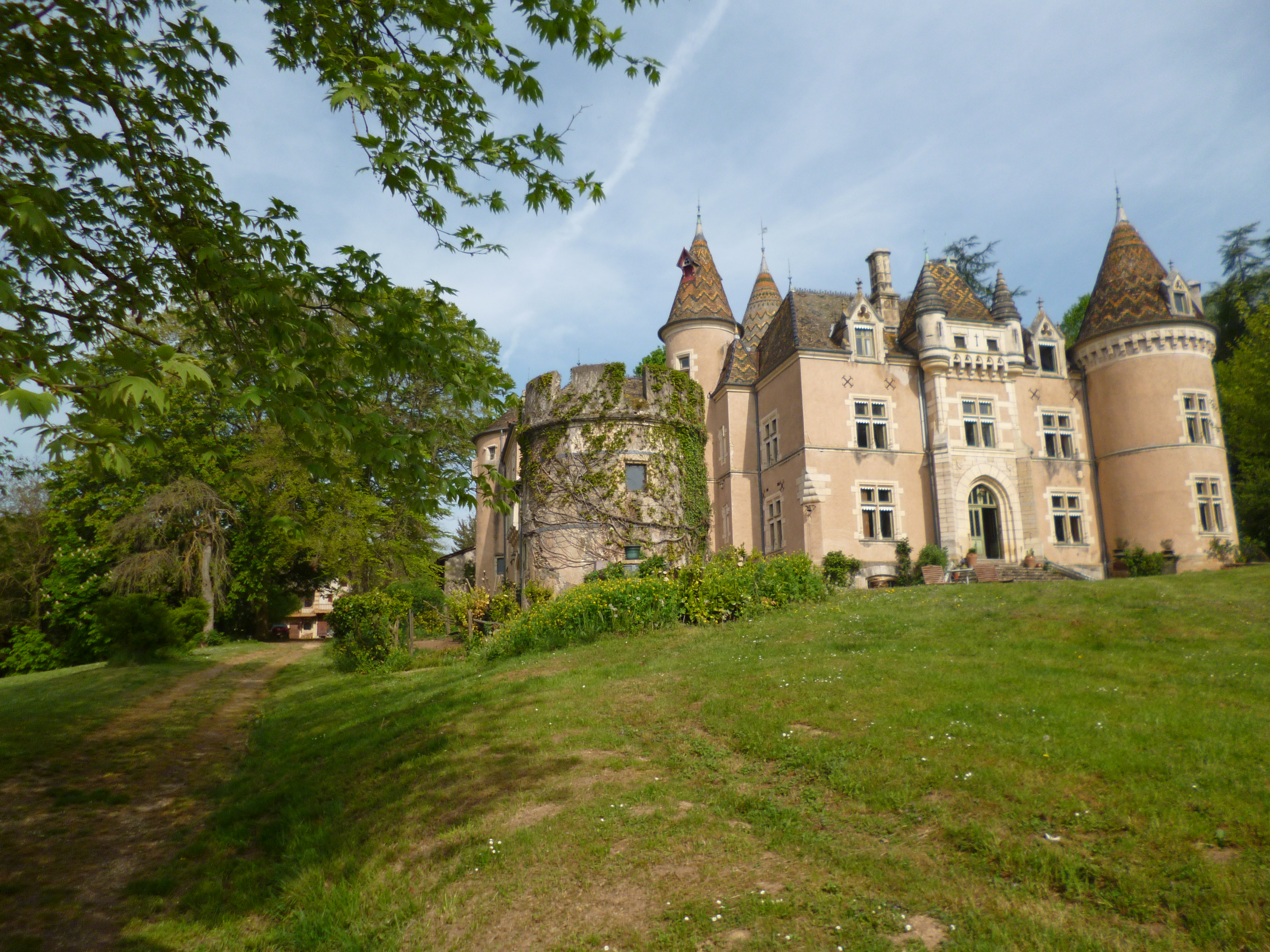
Le château de Burnand de nos jours

Bâti sur une terrasse rectangulaire, le château, vers 1835, comprenait deux bâtiments en équerre flanqués de tours rondes de hauteur différente. Dans l'angle du L s'élevait une tourelle d'escalier ; au nord courait une muraille couronnée d'un chemin de ronde couvert aujourd'hui disparu. En 1865, une tourelle carrée et des tourelles en surplomb ont été ajoutées.
Le château est actuellement une propriété privée, il n'est pas ouvert au public pour visite mais est devenu une chambre d'hôtes proposant plusieurs chambres.
Récemment, Jean-Denis Salvèque a observé, dans une cour intérieure, une claire-voie clunisienne (démontée) utilisée en remploi.
L'une de ses plus anciennes représentations figurées est un dessin réalisé en 1860 par Rousselot, inspecteur des Forêts (volume conservé à l'Académie de Mâcon).

## Historique
- XVe siècle : construction du château.
- 1525 : première mention de la seigneurie lorsque Philibert Cajod, appartenant à une famille de militaires s'étant distingués au service des Saulx-Tavannes, acquiert le domaine.
- 1642 : Charlotte de Brie, veuve de Philibert III Cajod, fait don du château aux augustins déchaussés qui y établissent un prieuré qui n'abritera pas plus de quatre à cinq moines.
- 1791 : vente au citoyen Monmessin.
- 1865 : le domaine appartient à M. de la Vernette Saint-Maurice qui effectue des restaurations en utilisant des matériaux prélevés au château de la Serrée.